# Курган (Середино-Будський район)
Курга́н — колишнє село в Україні, Сумській області, Середино-Будському районі.
Було підпорядковане Кам'янській сільській раді. На початку 1980-х в Кургані жило 30, станом на 1988 рік у селі проживало 20 людей.
Зняте з обліку рішенням Сумської обласної ради 27 липня 2007 року.

## Географічне розташування
Село Курган знаходилося на відстані 1,5 км від Кам'янки. Близько до села пролягає автомобільна дорога Т 1915 та залізнична станція «Вирішальний».

## Населення
Згідно з переписом УРСР 1989 року чисельність наявного населення селища становила 17 осіб, з яких 6 чоловіків та 11 жінок.
За переписом населення України 2001 року в селищі мешкали 2 особи.

### Мова
Розподіл населення за рідною мовою за даними перепису 2001 року:
| Мова       | Відсоток |
| ---------- | -------- |
| українська | 50,00 %  |
| російська  | 50,00 %  |

## Принагідне
- Вікімапія [Архівовано 25 серпня 2011 у WebCite]